# Municipio de Rocky Ford
El municipio de Rocky Ford (en inglés: Rocky Ford Township) es un municipio ubicado en el condado de Mellette en el estado estadounidense de Dakota del Sur. En el año 2010 tenía una población de 6 habitantes y una densidad poblacional de 0,05 personas por km².

## Geografía
El municipio de Rocky Ford se encuentra ubicado en las coordenadas 43°46′43″N 101°8′14″O / 43.77861, -101.13722. Según la Oficina del Censo de los Estados Unidos, el municipio tiene una superficie total de 130.95 km², de la cual 130,08 km² corresponden a tierra firme y (0,67 %) 0,87 km² es agua.

## Demografía
Según el censo de 2010, había 6 personas residiendo en el municipio de Rocky Ford. La densidad de población era de 0,05 hab./km². De los 6 habitantes, el municipio de Rocky Ford estaba compuesto por el 50 % blancos, el 16,67 % eran amerindios y el 33,33 % eran de una mezcla de razas. Del total de la población el 0 % eran hispanos o latinos de cualquier raza.